# Naturschutzgebiet Sandberge Oberweiden

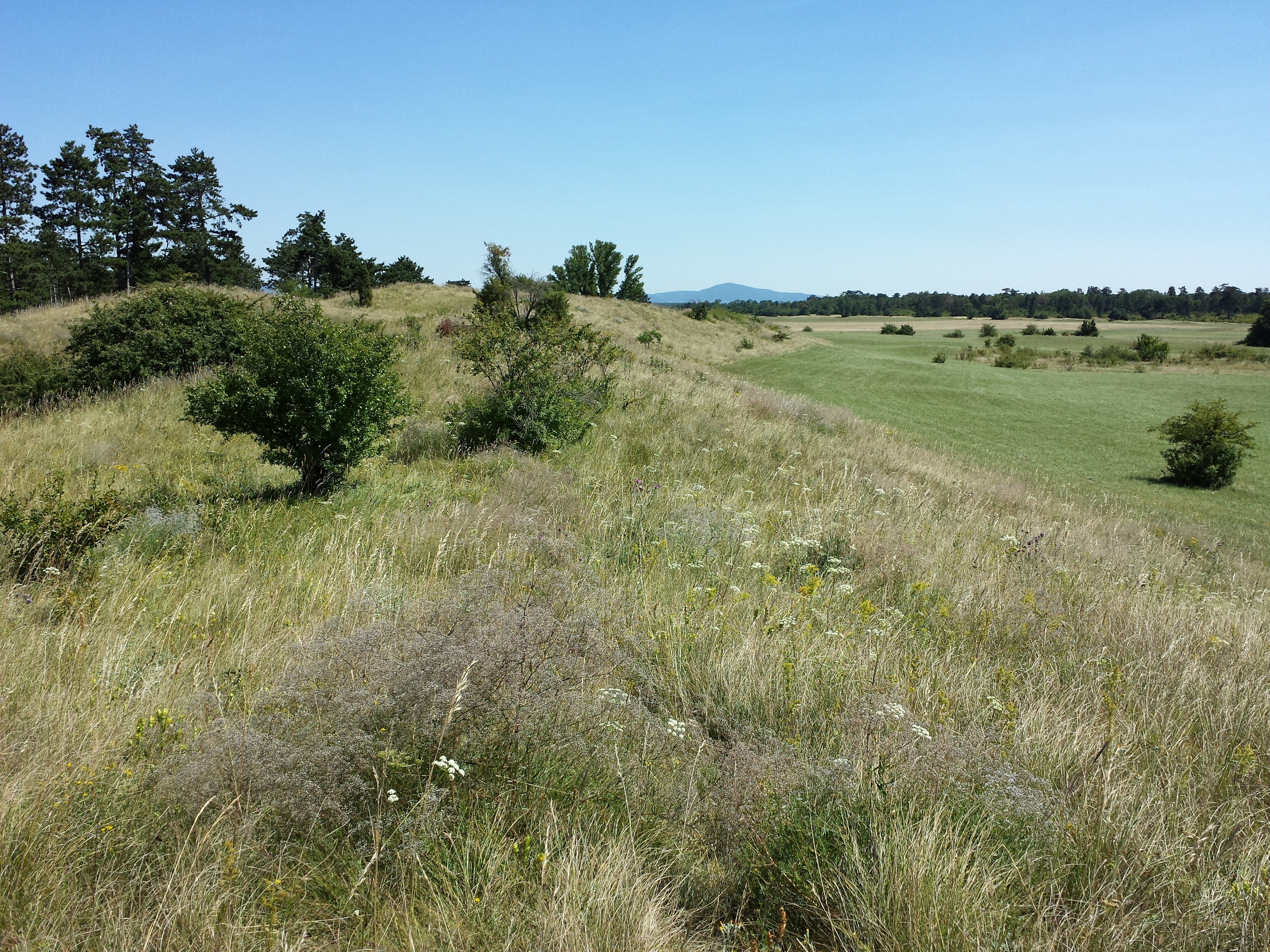
Blick vom Sandberg Richtung Südosten.

Das Naturschutzgebiet Sandberge Oberweiden südlich von Oberweiden im Bezirk Gänserndorf in Niederösterreich beinhaltet eine für Österreich einmalige Sandflora und zählt zu den bedeutendsten Trockenrasengebieten und zu den wertvollsten Lebensräumen Österreichs.

## Geologie
Das Areal gehört zu einem Streifen aus pleistozänem Flugsand, der von Strasshof bis Markhof verläuft und zur Gänserndorfer Terrasse gerechnet wird. Die Dünen- und Flugsandgebiete des Marchfeldes entstanden während der letzten Eiszeit sowie in der nachfolgenden Nacheiszeit. Aus den ausgedehnten Sand- und Kiesbänken der Flüsse, insbesondere der Donau, vom Wind abgetragenes Feinsediment lagerte sich im Bereich der heutigen Ortschaften Oberweiden, Weikendorf, Obersiebenbrunn, Lassee und Marchegg (Gerichtsberg) ab und führten zur Entstehung von Binnendünen. Mit dem Ansteigen der Temperatur nach der Eiszeit konnte sich wieder eine dichtere Vegetationsdecke bilden, die den Sand stabilisierte. Ab dem 10. und 11. Jahrhundert öffnete der Mensch durch Rodung den Boden, eine dauerhafte ackerbauliche Nutzung war jedoch aufgrund der geringen Fruchtbarkeit des Bodens meist nur für kurze Zeit möglich und ganze Dörfer verödeten wieder. Vermutlich wurden die Flächen aber zumindest teilweise als Hutweiden genützt.

## Flora und Fauna
Aufgrund des schwach basisch bis schwach sauer reagierenden Sanduntergrunds, der nur eine geringe Wasserkapazität aufweist, und der jahrhundertelangen Beweidung, welche eine ständige Öffnung von Bodenstellen bewirkte, konnte sich auf den Sandbergen eine für Österreich einmalige Sandflora entwickeln. Der österreichische Trockenrasenkatalog stuft das Gebiet als national bedeutend ein. Nach Aufgabe der Beweidung im 20. Jahrhundert erfolgte eine Stabilisierung des Bodens und eine Abnahme der Pioniergesellschaften. In der pannonischen Tragant-Pfriemengrasflur finden sich teilweise noch Sukzessionsrelikte der offenen Substratsteppe wie die Spät-Nelke (Dianthus serotinus), die Sand-Radmelde (Bassia laniflora), die Sand-Strohblume (Helichrysum arenarium), die Sand-Grasnelke (Armeria elongata), das Rispen-Gipskraut (Gypsophila paniculata) und der Scheiden-Schaf-Schwingel (Festuca vaginata). Die Spät-Nelke hat in den Sandbergen Oberweiden ihr österreichweit einziges Vorkommen. In dichtrasigeren Bereichen dominiert das Grauscheiden-Federgras (Stipa pennata) und verdrängt die Pionierarten. Die Trockenrasen sind von Schutzwäldern und landwirtschaftlich genützten Flächen umgeben. Von dort dringen teilweise Gehölze wie die Robinie (Robinia pseudoacacia) und der Götterbaum (Ailanthus altissima) ein. Die Robinie lagert wie alle Schmetterlingsblütler Stickstoff im Boden an, düngt diesen dadurch und macht ihn für Allerweltsarten besiedelbar, welche in Folge die seltenen, spezialisierten Arten verdrängen.
Früher galten die Sandberge auch faunistisch als bedeutsam und wiesen viele Raritäten auf. Aufgrund des Rückgangs an offenen Pionierflächen hat die Artenzahl jedoch in der letzten Zeit abgenommen.

## Schutz
Der naturschutzfachliche Wert der Sandgebiete wurde erst sehr spät erkannt. Im Gegenteil, wurde ab der Herrschaftszeit Maria Theresias versucht, die Flächen durch das Verbot von Ackerbau und Beweidung sowie durch Aufforstung zu stabilisieren, womit eine Zerstörung der Sandvegetation einherging. Zuerst bezog man die dazu nötigen Gehölze aus den nahegelegenen Donauauen. Da die dort vorkommenden Arten nicht trockenheitsresistent waren, kam es jedoch zu hohen Ausfällen. Erst im 19. und 20. Jahrhundert kam es zu dauerhaften und großflächigen Aufforstungen. 1328 Hektar waren betroffen und von der Sandvegetation blieben nur mehr kleine Reste erhalten. Erst als es bereits weitgehend zu spät war, wurde 1961 ein Teil des Binnendünengebietes als Naturschutzgebiet Sandberge Oberweiden ausgewiesen. Auch danach kam es zu illegalen Aufforstungen in anderen Schutzgebieten und die Forstwirtschaft versuchte, mit Hilfe medialer Unterstützung und unter Ignoranz der naturschutzfachlichen Bedeutung der Sanddünen, Stimmung gegen die „drohende Versteppung des Marchfeldes“ zu erzeugen. Die Randzonen wurden immer wieder durch Beackerung beschnitten bzw. geschädigt.
Am Anfang des 21. Jahrhunderts wurde das Naturschutzgebiet in das Europaschutzgebiet „Pannonische Sanddünen“ aufgenommen. Das Gebiet wurde durch die Gemeinde Weiden an der March im Ausmaß von 11 Hektar vergrößert, womit die geschützte Fläche nun 126 Hektar umfasst. Einerseits konnten dadurch Äcker in Sandrasen überführt werden, zudem werden die zentralen Bereiche durch die entstandenen Pufferzonen besser gegen vom Wind verfrachtete Nährstoffeinträge geschützt. Als einmalige Pflegemaßnahmen wurden Gehölze entfernt und die hinzugewonnenen Flächen mit einer lokal gewonnenen Sandrasen-Mischung besät. Als wiederkehrende Maßnahmen werden die Flächen regelmäßig von Landwirten gemäht und der Boden mit speziellen Werkzeugen kleinräumig geöffnet.

## Bilder

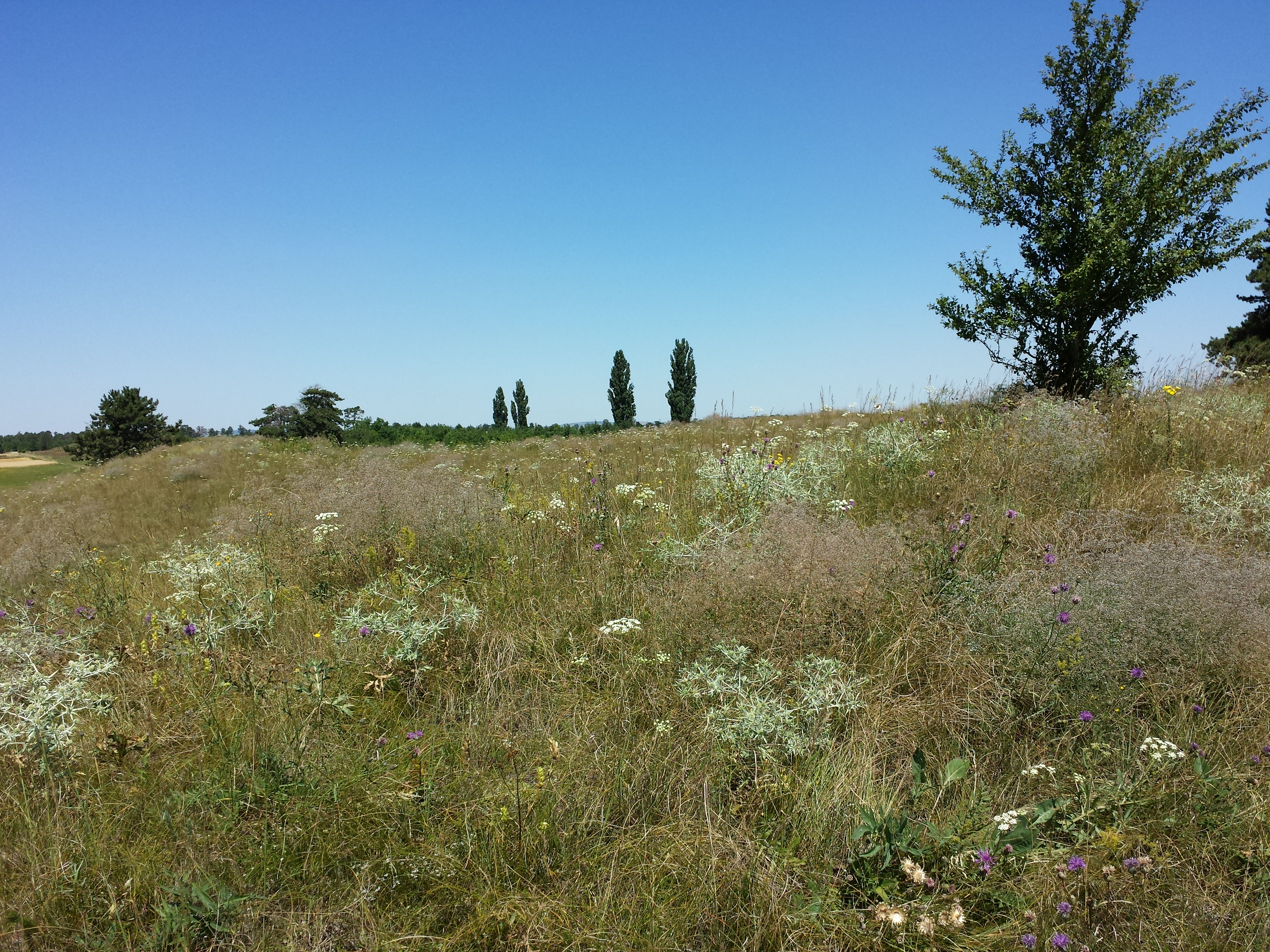
Trockenvegetation am Sandberg.
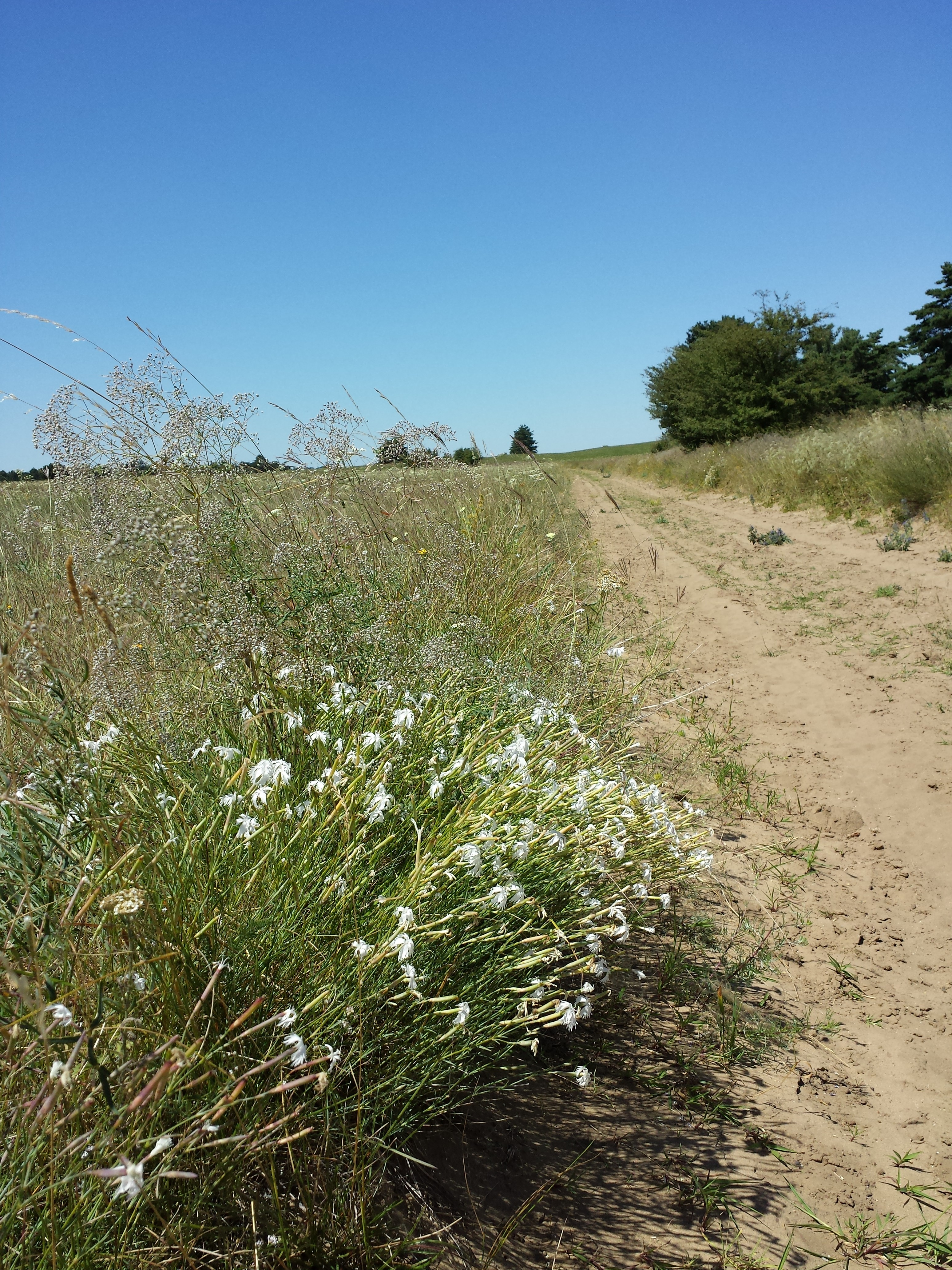
Sandweg mit Spät-Nelken südlich des Sandbergs.
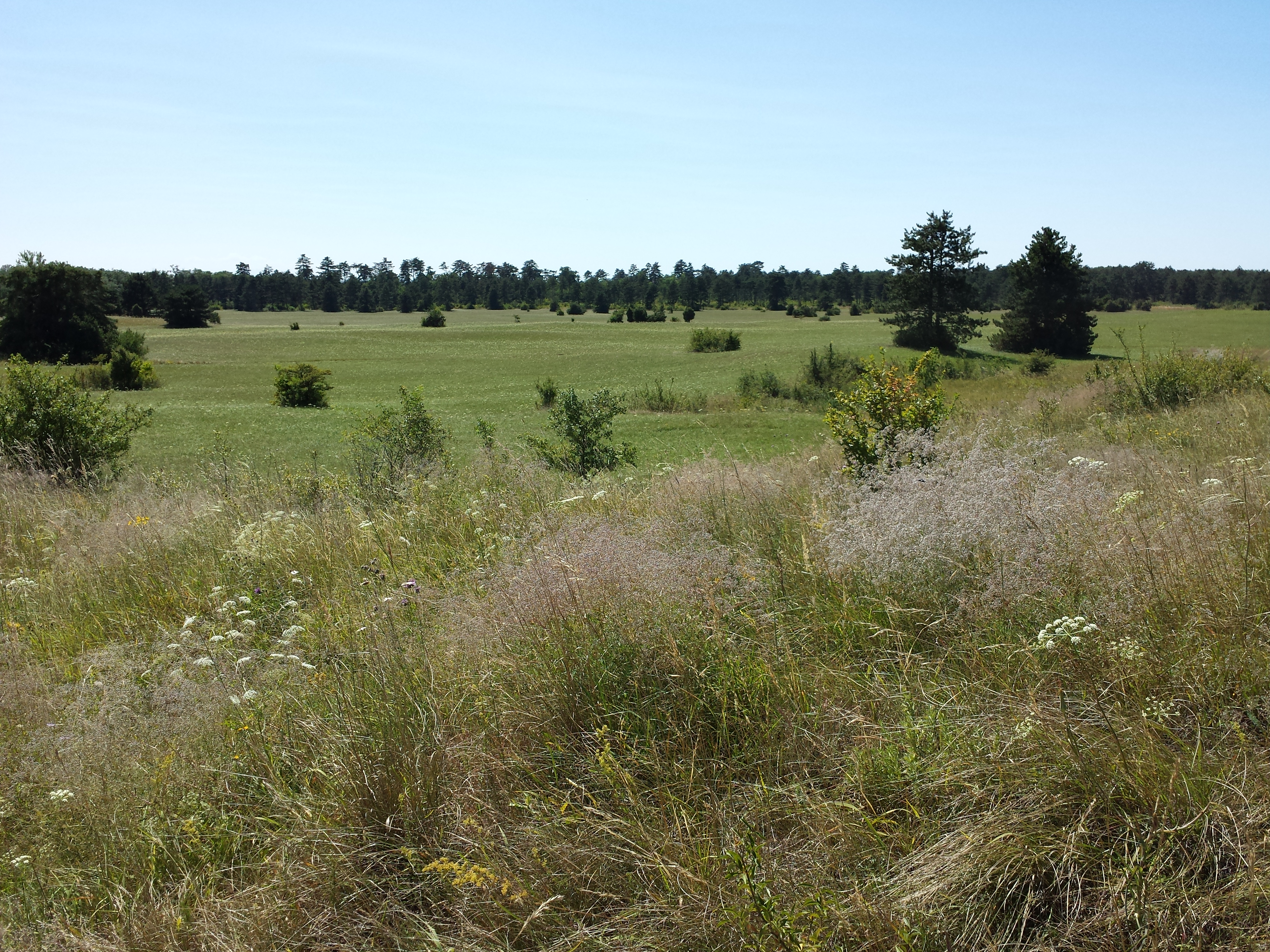
Blick vom Sandberg nach Süden.
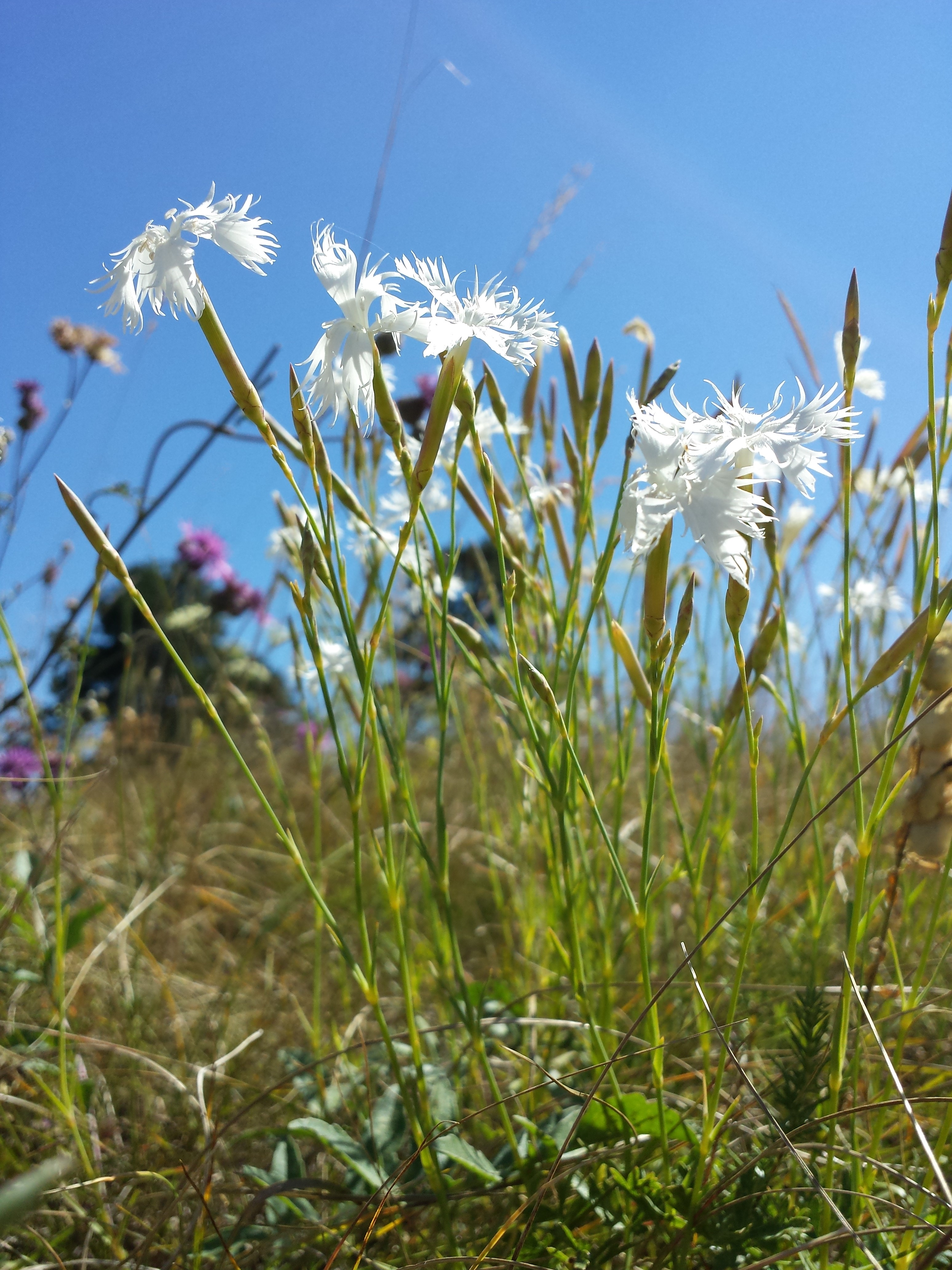
Spät-Nelke (Dianthus serotinus), in Österreich vom Aussterben bedroht.
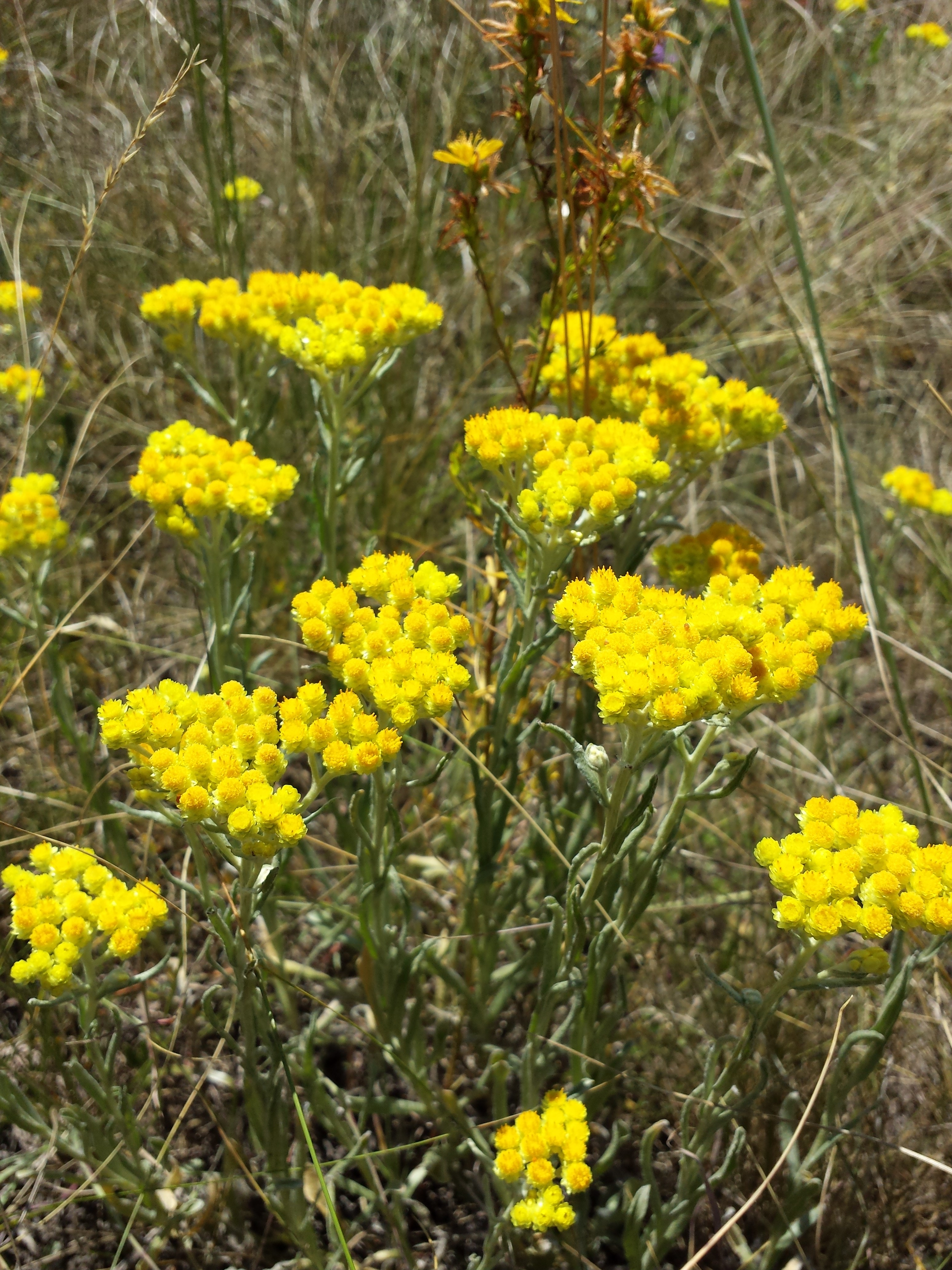
Sand-Strohblume (Helichrysum arenarium), in Österreich stark gefährdet.
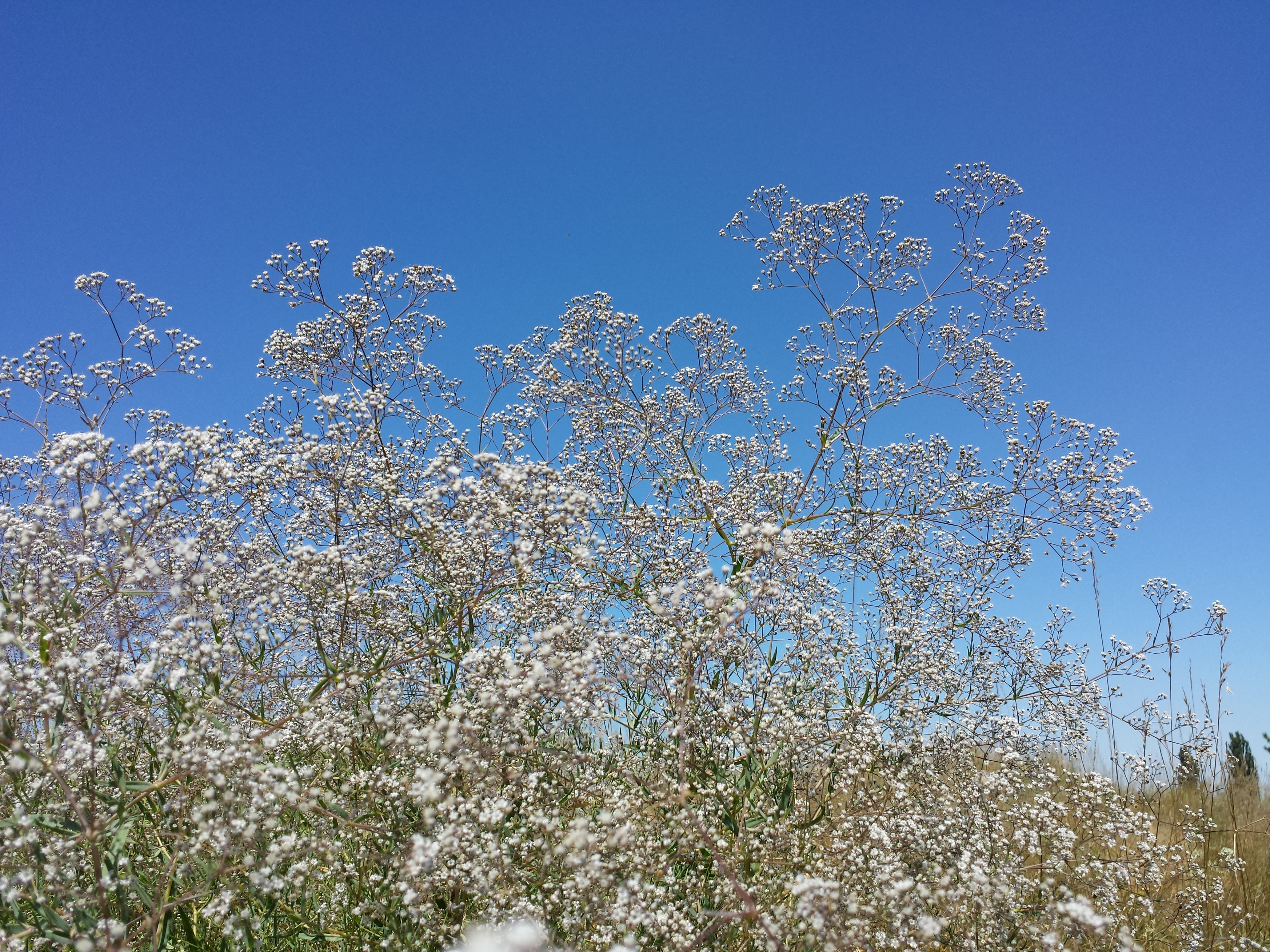
Rispen-Gipskraut (Gypsophila paniculata), in Österreich stark gefährdet.